# Hořička (rybník)
Rybník Hořička o výměře vodní plochy 30 ha je největším ze soustavy Havlovických rybníků, kterou tvoří společně s rybníky Petráň a Žďár. Je napájen bočním přítokem z rybníka Petráň a voda je odváděna požerákem v boční hrázi do sousedního rybníka Žďár. Název rybníka Hořička byl odvozen od kopce Hořička (384 m nad mořem), který leží nad rybníkem.
Rybník je využíván pro chov ryb.

## Galerie

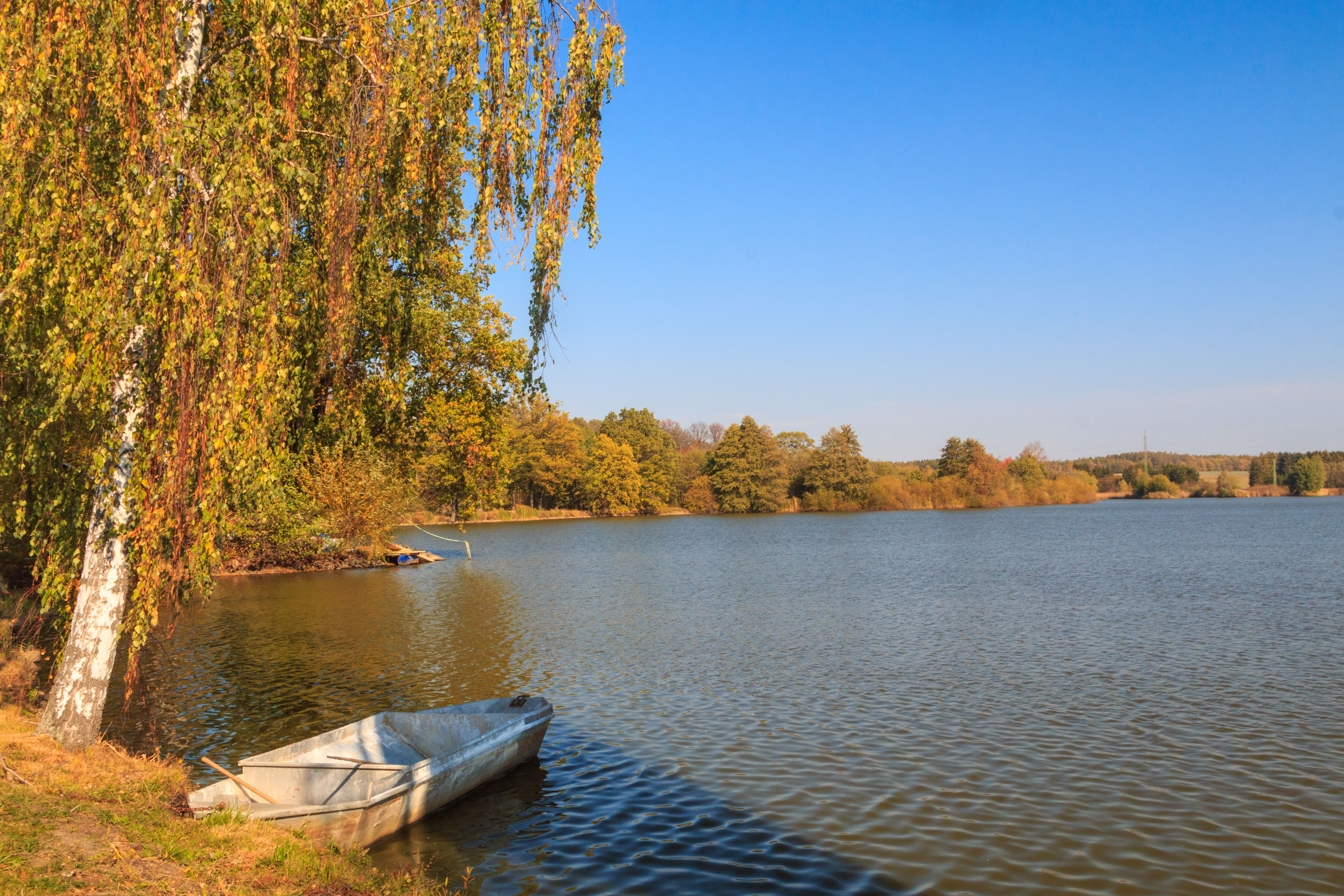
pohled na rybník Hořička u Havlovic
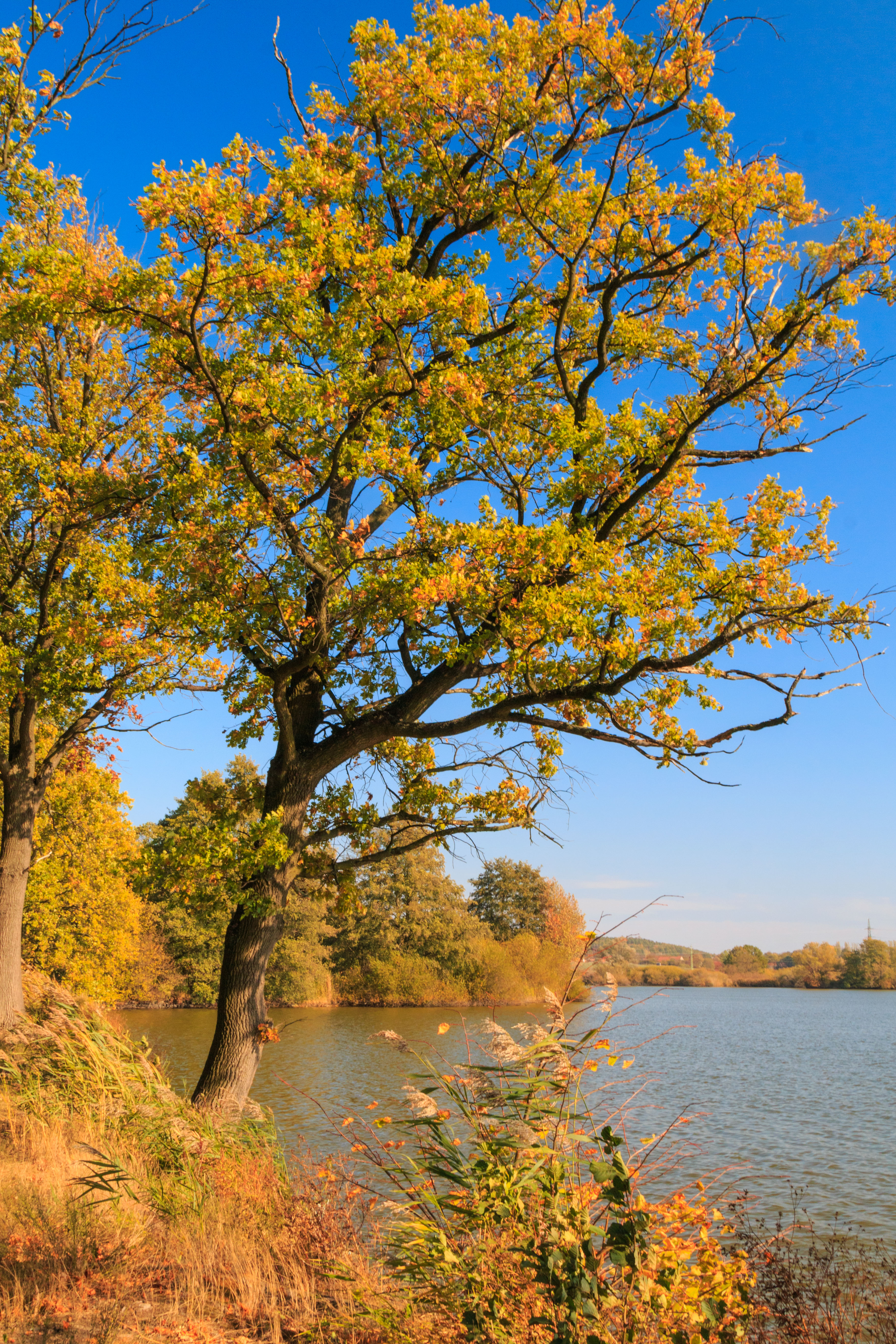
pohled na rybník Hořička u Havlovic
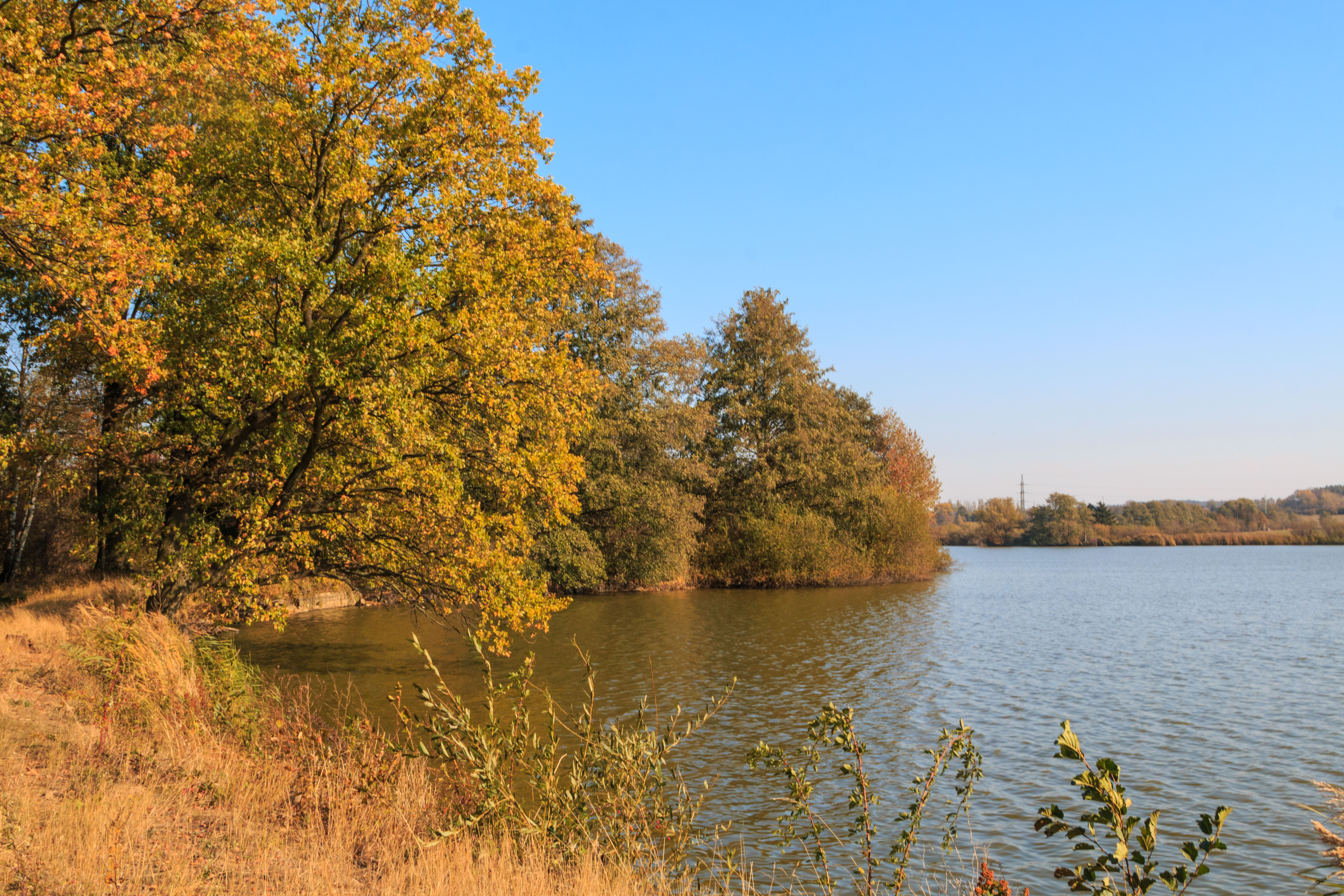
pohled na rybník Hořička u Havlovic
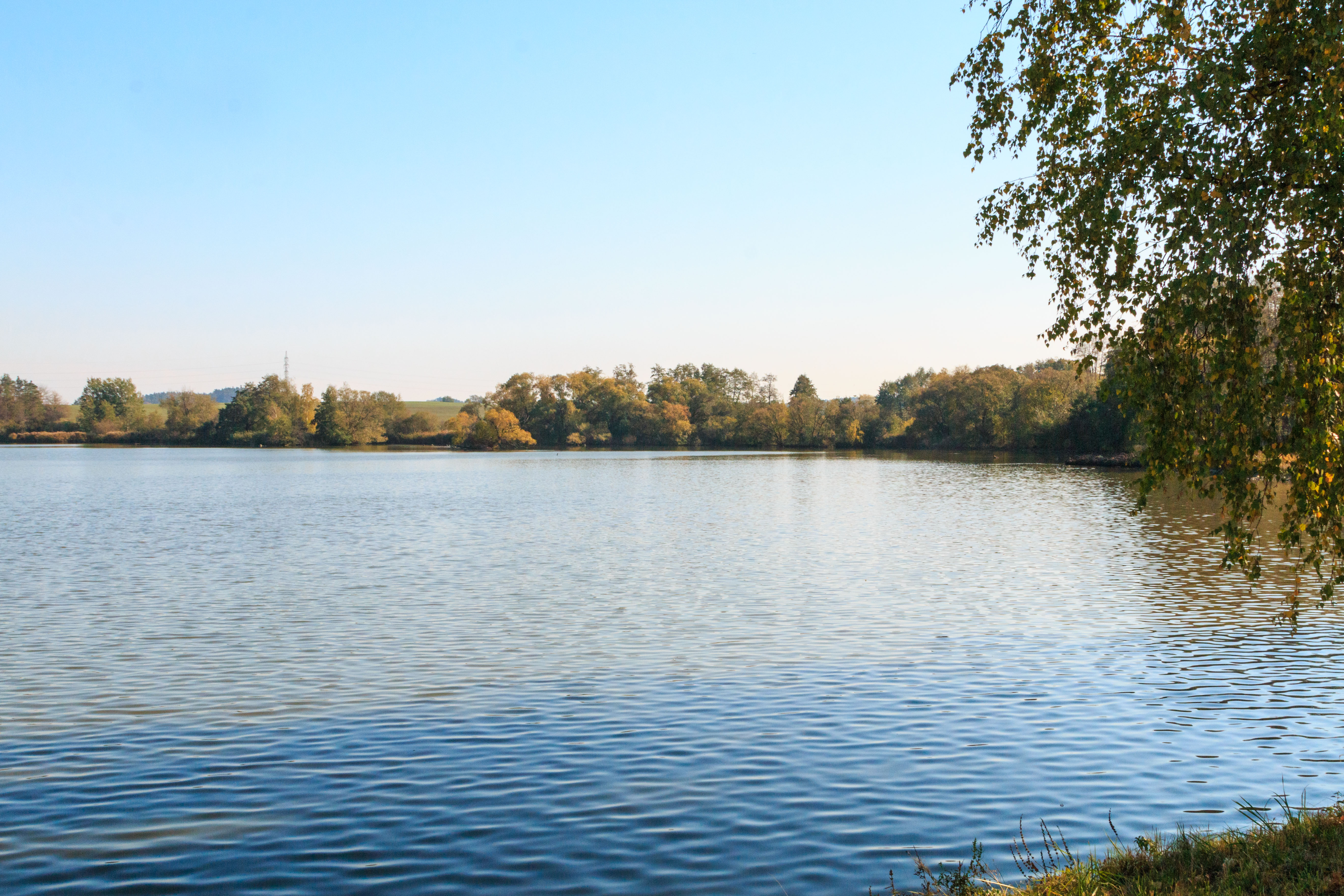
pohled na rybník Hořička u Havlovic
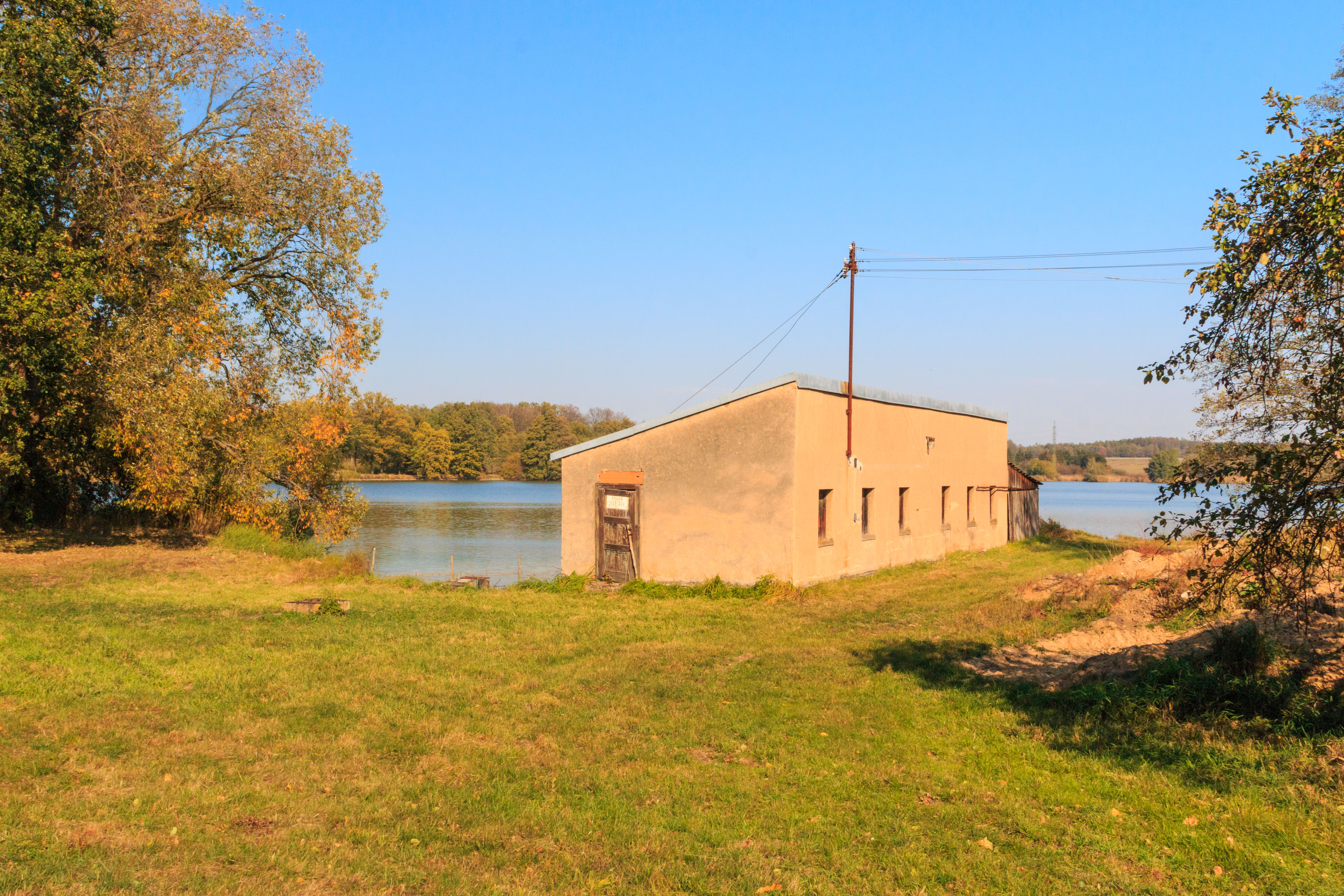
pohled na rybník Hořička u Havlovic